# Zulfikar (tenk)
Zulfikar je iranski glavni borbeni tenk. Ime je dobio po legendarnom maču. Prvi prototipovi izrađeni su i testirani tijekom 1993. godine. Predserijska proizvodnja prvih 6 modela počela je 1997. godine. Napravljen je na miješanju tehnologije s ruskim T-72 i američkim M48 i M60 tenkovima.

## Karakteristike
O ovom tenku zna se vrlo malo. Zulfikar je naoružan 125 mm glatkocijevnim topom koji ima slične karakteristike kao top na ruskom T-72, čak se i vjeruje da ima ugrađeni automatski punjač. Podvozje i osovina tenka napravljena je na temelju M48 i M60 tenka. Sustav upravljanja paljbom (SUP) je slovenski EFCS-3 sustav upravljanja paljbom, isti takav postavljen je na Safir-74. Ovaj SUP ima mogućnost gađati pokretne ciljeve iz pokreta. Oklop je višeslojni i moguća je nadogradnja s eksplozivno-reaktivnim oklopom (ERA). Za pokretanje koristi Dieselov motor snage 780 KS i postiže najveću brzinu od 70 km/h.

## Korisnici
- Iran - oko 100[1]